# Операция «Икар»
Операция «Икар» (нем. Unternehmen Ikarus) — кодовое название планировавшегося Гитлером вторжения в Исландию и на Фарерские острова, она могла бы облегчить немцам проведение операции «Морской лев», либо быть осуществлённой после неё. Однако Великобритания в мае 1940 года сама вторглась в Исландию (операция «Вилка») и успешно оккупировала её. Немецкая операция не была реализована в силу господства Британии на море и отсутствия у Германии необходимых средств для её осуществления.